# Shewanella putrefaciens
Shewanella putrefaciens es una bacteria pleomórfica gramnegativa.  Se ha aislado de ambientes marinos, así como de areniscas anaeróbicas en la Formación Morrison en Nuevo México. S. putrefaciens también es un anaerobio facultativo con la capacidad de reducir el hierro y el manganeso metabólicamente; es decir, puede usar hierro y manganeso como el aceptor de electrones terminal en la cadena de transporte de electrones (en contraste con los aerobios obligados que deben usar oxígeno para este propósito).  También es uno de los organismos asociados con el olor de los peces en descomposición, ya que es un organismo marino que produce trimetilamina (de ahí el nombre de la especie putrefaciens, de pútrido). 
Tanto en medios sólidos como líquidos, S. putrefaciens es a menudo reconocible por su color rosa brillante.  En los medios sólidos, las colonias son redondas, de crecimiento rápido y rosadas.  El organismo también está creciendo rápidamente en medios líquidos, y le dará al líquido un tono rosado general.  En las placas de agar de sangre, las colonias son típicamente convexas y grandes, con un pigmento marrón y causan el "enverdecimiento" del agar alrededor de las colonias.  S. putrefaciens son fermentadores sin lactosa en agar MacConkey.  Al igual que con todas las Shewanella, este organismo produce sulfuro de hidrógeno en la TSI.
Aunque es muy raro que actúe como un patógeno humano, ha habido casos de infecciones y bacteriemia causadas por S. putrefaciens.
S. putrefaciens es una de las varias especies que se ha demostrado que deriva energía al reducir uranio, U (VI) a U (IV), lo que se considera importante para hacer depósitos de uranio.  De hecho, la cepa CN32 es muy versátil metabólicamente y es capaz de reducir metales, metaloides e incluso radionúclidos en lugar de oxígeno durante el crecimiento anaeróbico.  Se sabe que esto incluye (pero no se limita necesariamente a) Fe (III) -> Fe (II), Mn (IV) -> (a través del intermedio de Mn (III)) -> Mn (II), V (V) - > V (IV), Tc (VII) -> Tc (V / IV) y U (VI) -> U (IV). 